# Richard Archbold
Richard Archbold (* 9. April 1907 in New York City; † 1. August 1976 in Lake Placid, Florida) war ein US-amerikanischer Zoologe, Pilot und Philanthrop.

## Leben
Sein Vater, John Foster Archbold (1877–1930), bereiste für die Standard Oil Company Asien, um mögliche Ölvorkommen zu erkunden und Geschäftsbeziehungen auszubauen. Bereits sein Großvater, John Dustin Archbold, hatte als Präsident von Standard Oil für John D. Rockefeller gearbeitet. So wuchs Richard in einer vermögenden Familie auf und konnte seinen Anteil am Familienbesitz dazu einsetzen, serienweise biologische Expeditionen zu finanzieren. Er führte von 1929 bis 1939 vier Expeditionen in Madagaskar und Neuguinea durch. Weiterhin war er Gründer und Mäzen der Archbold Biological Station in Florida. 1929 wurde er Mitglied des Explorers Club in New York.

### Französisch-Britisch-Amerikanische zoologische Expedition nach Madagaskar (1929–1931)
Für das Jahr 1928 plante der französischstämmige US-Ornithologe Jean T. Delacour eine Expedition nach Madagaskar. Von amerikanischer Seite waren finanzielle Mittel zur Durchführung seitens Richards Vater in Aussicht gestellt worden, unter der Bedingung, dass sein Sohn in Zusammenarbeit mit dem American Museum of Natural History an der Expedition teilnehmen dürfe. Archbold wurde daraufhin für die Erforschung und die Sammlung von Säugetieren Madagaskars zuständig gemacht. Dabei lernte er den Zoologen (Ornithologen) Austin L. Rand kennen, mit dem eine fruchtbare Zusammenarbeit und lebenslange Freundschaft entstand.

### Neuguinea-Expeditionen (1933/1934–1936/1937–1938/1939)
In den 1930er Jahren ermutigte der deutsche Biologe (Ornithologe) Ernst Walter Mayr den jungen Archbold zu einer für damalige Verhältnisse hochkomplexen Serie von Expeditionen nach Neuguinea. Als Zoologe stand erneut Austin L. Rand in der Hauptverantwortung; als Botaniker Leonard John Brass. Die erste der drei Expeditionen in Neuguinea führte in den Jahren 1933–1934 in den Südosten der Insel. Sie deckte einen Distrikt ab, der Höhenlagen vom Flachland auf Meereshöhe bis hin zur Hochgebirgsvegetation erfasste. Mit herkömmlicher Ausrüstung ausgestattet, ließen die angetroffenen logistischen Schwierigkeiten über den Einsatz von Flugzeugen und Rundfunkgeräten nachdenken. Binnen Jahresfrist Anfang 1936 bis 1937 nahm sich die zweite Expedition des südlichen Teils Papua-Neuguineas an. In der Hauptsache erkundeten die Forscher das Gebiet um die Regionalhauptstadt Daru. Der Fly, zweitlängster Fluss des Inselteils, und der Mündungstrichter des Wassi Kussa-Flusses standen im besonderen Interesse der Forscher. Hier wurden bereits Radio und ein Flugboot (Fairchild 91), das letztlich allerdings einem Tropensturm zum Opfer fiel, eingesetzt. 1938 dann startete für die Dauer von stark einem Jahr die wohl ambitionierteste Expedition in den Norden Neuguineas, wo vom Flachland bis auf über 4000 m Höhe Sammlungen (Flora und Fauna) vorgenommen wurden. Erstmals wurde dabei ein Catalina-Seeaufklärungsflugzeug eingesetzt, das die Nachschuborganisation ebenso sicherstellte, wie den Transport schwerer Fotoausrüstungen. Anlässlich eines Luftaufklärungsfluges war es dem Piloten im Beisein Archbolds vergönnt, eine herausragende Entdeckung zu machen, die des Baliem-Tals, bis heute Heimat indigener Völker wie den Dani, Yali oder Lani.

### Der Pilot

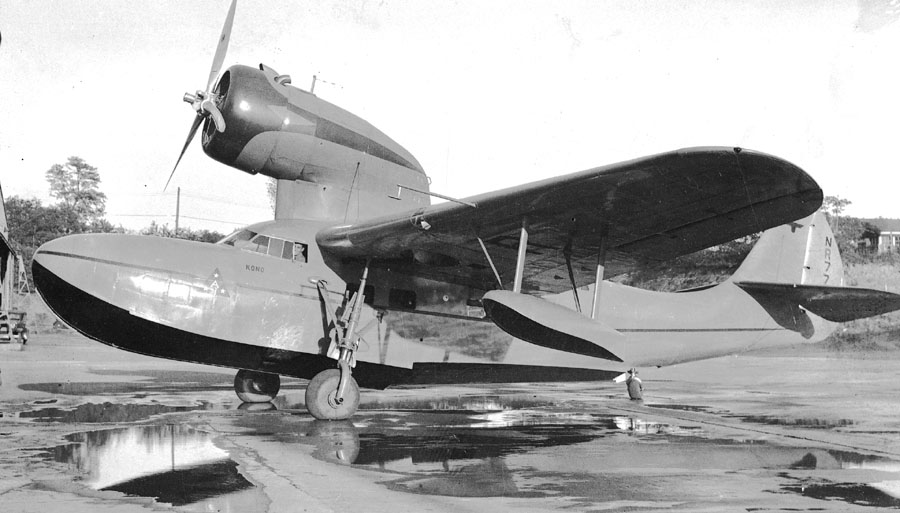
Archbolds „Kono“

Archbold hatte einen Pilotenschein und besaß einige Flugzeuge, z. B.
- eine Beechcraft (Modell nicht bekannt)
- ein Fairchild High-Speed Amphibian A-942-B-Flugboot “Kono,” Services[1], das er auf seiner zweiten Expedition nach Neu Guinea einsetze
- eine Catalina PBY-1, “Guba” eingesetzt auf seiner dritten Neu Guinea Expedition 1938, mit Stephen J. Barinka als Copilot
- eine einmotorige Fleetwings Seabird (November 1939);
- sein letztes Flugzeug war eine Grumman Widgeon G-44.

Archbold stellte folgende Rekorde auf:
- 1937: Mit der Guba 1 führte er den ersten transkontinentalen Flug eines mit einem Wasserflugzeug durch (San Diego nach New York City, 24-25 Juni 1937) und wiederholte in der Guba 2 einen Flug von San Diego nach Miami im Februar 1938.
- 1938: Mit der Guba 2 Abflug und Landung vom Habbema See in West-Papua Neuguinea. Der See liegt 3225 m hoch und war damit die höchste Erhebung von der ein Wasserflugzeug jemals gestartet und gelandet war.
- 1938–1939: Mit der Guba 2 vollbringt er den ersten Flug „um die Welt“, d. h. a) den ersten Flug über Australien mit einem Wasserflugzeug  b) den ersten Flug über den Indischen Ozean und c) den ersten Flug über Äquatorial-Afrika.

Die russische Regierung bot Archbold $230,000 für seine Guba 1, um damit die Suche nach ihrer Arktik-Expedition aufnehmen zu können, die verschollen war. Das Unternehmen blieb allerdings erfolglos. Ende 1937 wurde die Guba – jetzt als L-2 registriert – nach New York geflogen, zerlegt und in die Sowjetunion verschifft. Seine Guba 2, 1937–1939, verkaufte er im September 1940 an die Britische Regierung zum Kriegseinsatz beim RAF Coastal Command.
1941–42 arbeitete Archbold mit dem Hersteller von nautischen Geräten, Frederick Hayes Hagner aus San Antonio, Texas an der Entwicklung eines Sextanten für Flugzeuge.

### Archbold Biological Station
Donald Roebling, Sohn von John A. Roebling II, und Schulfreund von Richard Archbold, vereinfachte die Schenkung des Red Hill Estate seines Vaters 1941 an Richard Archbold. Da Archbold wegen des Ausbruchs des Pazifikkrieges keine weitere Expedition nach Neuguinea durchfuhren konnte, entschied er sich für eine sechsmonatige Expedition in das südöstliche Arizona, um „Fakten anstelle von Arten“ zu sammeln. Hier verstärkte sich seine Idee von der Notwendigkeit einer festen Station für die Feldarbeit. Durch Zufall traf er danach Donald Roebling in New York und erzählte diesem von seinen Plänen, seinen Mitarbeitern in der Forschung auch in dieser Zeit eine Arbeitsmöglichkeit zu bieten, damit sie bei ihm bleiben könnten. Roebling fiel der Wunsch seines Vaters ein, sein Red Hill Estate einer gemeinnützigen Organisation zu vermachen und berichtete ihm davon. Archbold besichtigte den Landsitz und sah dessen Potential für eine biologische Station. So wurde Donald Roebling zur Schlüsselfigur bei der Geburt von Archbold Biological Station in Lake Placid, Florida. Am 21. Juli 1941 schenkten John A. Roebling und seine zweite Frau, Helen Price Roebling, 1.058 acres Land an die Archbold Expeditions als ein „völlig unqualiziertes und unbegrenztes Geschenk“. Dank dieses beachtlichen Geschenks von Red Hill Estate, begründete und unterhielt Richard Archbold eine biologische Feldstation, wo Wissenschaftler ihrer Forschung nachgehen konnten in der Ökologie heimischer Pflanzen und Tiere von Zentralflorida. Das Institut diente insbesondere der Feldforschung und -lehre.
Zwar finanzierte Archbold nach dem Krieg weitere Reisen nach Neuguinea, nahm persönlich aber an keiner mehr teil.
Richards Bruder Adrian Archbold (1909–1974) arbeitete von 1937 bis 1974 als Schatzmeister für die Archbold-Expeditionen (vormals Biological Explorations), der Gesellschaft, die Richard gegründet hatte zur Finanzierung seiner Unternehmungen. Adrian war verantwortlich für finanzielle Investitionen, welche die Expeditionen ermöglichen sollten, ebenso für die Gehälter und notwendigen Ausgaben der Archbold Biological Station.
Richard lebte nun in dieser Station, wo er auch am 1. August 1976 verstarb. Beigesetzt wurde er im Mausoleum der Familie Archbold auf dem Sleepy Hollow Cemetery in Tarrytown, New York.

## Dedikationsnamen
Auf Richard Archbold geht der Name der Pflanze Hoya archboldiana zurück, die in den Regenwäldern des Flachlands Neuguinea beheimatet ist. Auch die Pflanzengattungen Archboldia E.Beer &  H.J.Lam 1936 aus der Familie der Lippenblütler (Lamiaceae), Archboldiodendron Kobuski 1940 aus der Familie der Pentaphylacaceae und die Moosgattung Archboldiella E.B.Bartram 1942 sind ihm zu Ehren benannt worden.